# Nalumino Mundia
Nalumino Mundia (ur. 27 listopada 1927, zm. 9 listopada 1988) – zambijski polityk, premier Zambii od 18 lutego 1981 do 24 kwietnia 1985. Był członkiem Zjednoczonej Narodowej Partii Niepodległości i ambasadorem Zambii w USA. Zmarł 9 listopada 1988 na atak serca.